# William Scoresby Routledge

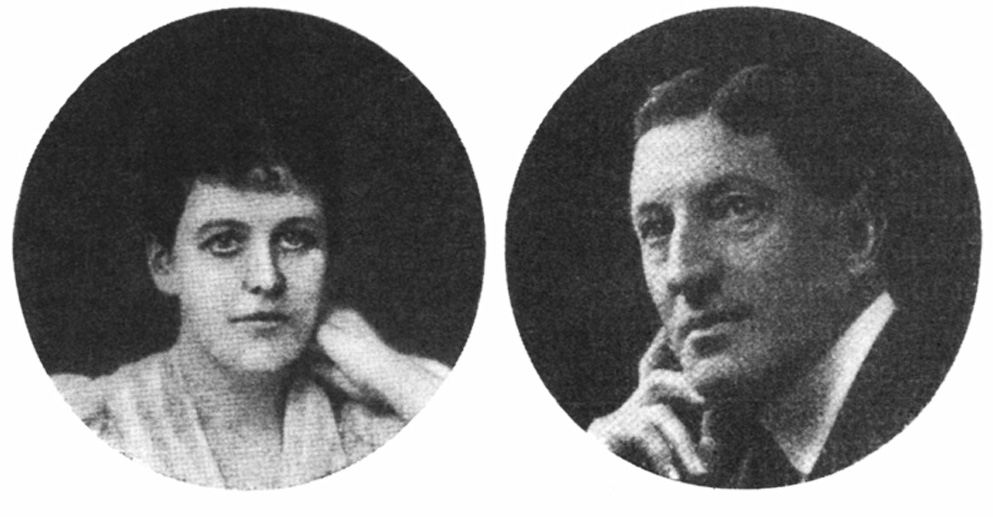
Katherine und W. Scoresby Routledge

William Scoresby Routledge (geb. 1859; gest. 31. Juli 1939 in London) war ein in Australien geborener britischer Ethnograph, Anthropologe und Abenteurer.

## Leben und Werk

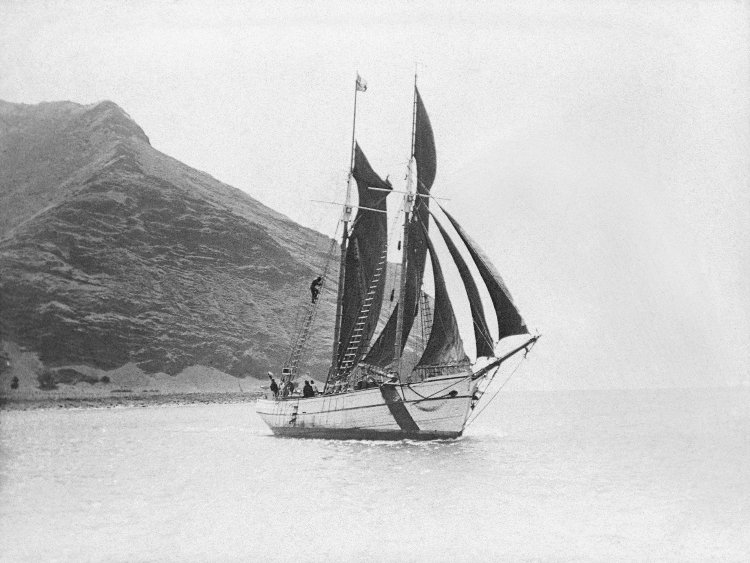
Das Schiff Mana vor der Küste der Osterinsel bei der Mana-Expedition zur Osterinsel

Er wurde als einziger Sohn von Wm. und Anne Sophia Routledge geboren. Als Ethnograph und Anthropologe verbrachte Scoresby Routledge sein Leben damit, sogenannte primitive Kulturen zu besuchen und zu dokumentieren, die sich im frühen 20. Jahrhundert veränderten und verschwanden. Er ist Verfasser verschiedener ethnographischer Berichte, darunter den berühmten zusammen mit seiner Frau, der Historikerin und Ethnologin Katherine Routledge (1866–1935), verfassten: With a prehistoric people: The Akikûyu of British East Africa. Being some account of the method of life and mode of thought found existent amongst a nation on its first contact with European Civilisation (Bei einem prähistorischen Volk. Die Akikuyu von Britisch-Ostafrika. Ein Bericht über die Lebensweise und Denkweise eines Volkes bei seinem ersten Kontakt mit der europäischen Zivilisation).

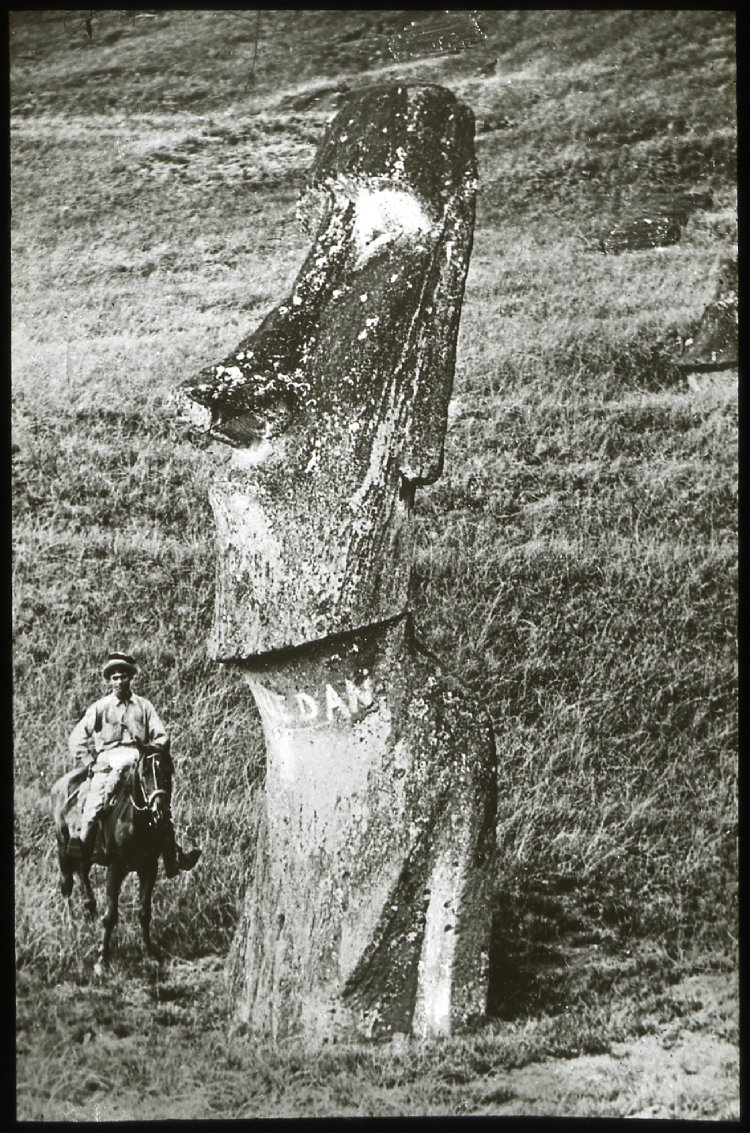
Chilenischer Pferdereiter vor einem Moai am Rano Raraku, Mana-Expedition zur Osterinsel (British Museum).

Auch über die Bewohner von Rapa Nui (Osterinsel) lieferte er die erste Ethnographie.
Bereits 1906 hatte er seine Oxforder Studienkollegin Katherine Pease geheiratet, und es begann eine außergewöhnliche, aber auch schwierige Zusammenarbeit, die zwanzig Jahre lang andauerte und ein unersetzliches wissenschaftliches Werk hervorbrachte, das größtenteils die Zeit überdauert hat. Die Routledges taten dies beide mit einer Dringlichkeit, die darauf hindeutet, dass sie verstanden, wie schnell die Geschichte dieser Kulturen für immer verloren gehen würde, als die Anfänge der Globalisierung stattfanden, als westliche Ideen in ehemals isolierte Gebiete eingeführt wurden (wobei der durch neue Straßen oder über Seewege eröffnete Zugang zu entlegenen Gebieten der Erde ein wichtiger Faktor war).
Seine späteren Jahre verbrachte er auf der Insel Zypern, wo er in einer Villa in Tjiklos, Kyrenia, lebte. Er starb in London, wo er auf dem Putney Vale Cemetery gegraben ist.

## Grab und letzter Wille

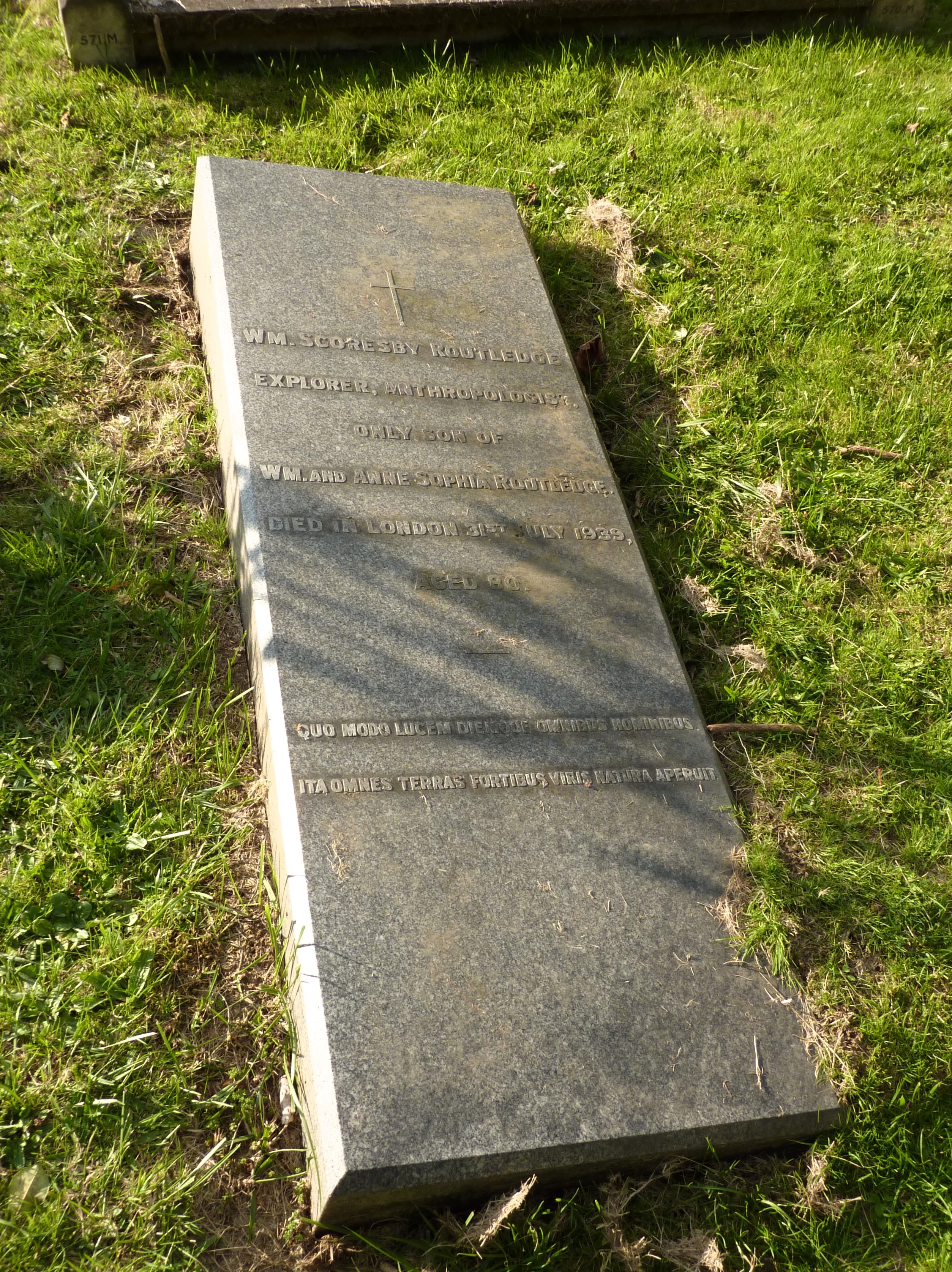
Grab auf dem Putney Vale Cemetery in London.

Die Inschrift auf seinem Grabstein lautet: „† Wm. Scoresby Routledge Explorer, Anthropologist, Only Son of Wm. and Anne Sophia Routledge. Died in London, 31 July 1939, Aged 80 years.“ Eine hinzugefügte Inschrift in lateinischer Sprache (eine Sentenz aus Tacitus, Historiae 4,64,3) lautet: „Quo modo lucem diemque omnibus hominibus, ita omnes terras fortibus viris natura aperuit.“ (etwa: Wie die Natur das Licht und den Tag allen Menschen, also hat sie auch alle Lande tapferen Leuten eröffnet und gegeben.)
Sein letzter Wille ('Will of William Scoresby Routledge Esq.'), der für seinen Testamentsvollstrecker und Treuhänder J. C. D. Harington ausgestellt wurde, hatte noch gelautet: „Ich ordne an, dass mein Leichnam in einen grob gezimmerten Sarg mit den geringstmöglichen Kosten eingeschlossen und in einer Masse von Branntkalk und nicht in geweihtem, sondern in ungeweihtem Boden begraben wird. Wenn ich auf Zypern sterbe, WÜNSCHE ich, in Tjiklos begraben zu werden.“ Es solle kein „professioneller Geistlicher, ordiniert oder nicht ordiniert von irgendeiner religiösen Körperschaft“ daran teilnehmen, und Routledge widerruft „jeglichen Vorteil“ für jeden, der sich seiner Anweisung entgegenstellt.

## Publikationen (Auswahl)
- Routledge, W. Scoresby & Routledge, Katherine: With a prehistoric people: The Akikûyu of British East Africa; being some Account of the Method and Mode of Thought found Existent amongst a Nation on its First Contact with European Civilisation. London: Edward Arnold, 1910 – Digitalisat (auch in der Cass Library of African Studies. General studies, No 63. London, Cass, 1968)